# Niphon Kamthong
Niphon Kamthong (thailändisch นิพนธ์ คำทอง, * 19. Dezember 1981) ist ein thailändischer Fußballspieler.

## Karriere
Niphon Kamthong stand bis Ende 2017 bei Army United unter Vertrag. Wo er vorher gespielt hat, ist unbekannt. Bis 2016 spielte er mit dem Verein aus der Hauptstadt Bangkok in der ersten Liga, der Thai Premier League. Ende 2016 stieg er mit dem Verein in die zweite Liga ab. Hier spielte er noch ein Jahr für die Army. Für die Army absolvierte er 83 Erstligaspiele. 2018 wechselte er zum Erstligisten Nakhon Ratchasima FC nach Nakhon Ratchasima. Für Korat stand er sechsmal in der ersten Liga auf dem Spielfeld. 2019 kehrte er für eine Saison zu seinem ehemaligen Verein Army United zurück. Für die Army stand er 23-mal in der zweiten Liga, der Thai League 2, auf dem Spielfeld. Nachdem die Army Ende 2019 bekanntgab, dass man sich aus dem Ligabetrieb zurückzieht, wechselte er 2020 zum Viertligisten Royal Thai Army FC. Mit dem Verein trat er in der Bangkok Metropolitan Region an. Nach zwei Spieltagen wurde der Spielbetrieb der Liga wegen der COVID-19-Pandemie unterbrochen. Während der Unterbrechung wurde vom Verband beschlossen, dass nach Wiederaufnahme des Spielbetriebs die dritte- und die vierte Liga zusammengelegt werden. Fortan spielte er mit der Army in der dritten Liga. Hier spielte man ebenfalls in der Bangkok Metropolitan Region. Nach drei Spielzeiten wurde sein Vertrag im Sommer 2023 nicht verlängert.